# قائمة أعضاء مجلس النواب العراقي - الدورة الثالثة
هذه قائمة أعضاء مجلس النواب العراقي - الدورة الثالثة بعد انتخابات 1930، اختير الأعضاء من خلال الانتخابات التي جرت يوم 20 تشرين الأول 1930.

## لواء أربيل
| التسلسل | الاسم           | الملاحظات                                                                        |
| ------- | --------------- | -------------------------------------------------------------------------------- |
| 1       | معروف داود      | -                                                                                |
| 2       | إبراهيم يوسف    | -                                                                                |
| 3       | داود الحيدري    | نائب في الدورتين الماضيتين                                                       |
| 4       | صلاح بابان      | توظف فشغل محله محمد أمين زكي الذي كان نائبا في الدورة الماضية عن لواء السليمانية |
| 5       | علي الدوغره مجي | -                                                                                |

## لواء البصرة
| التسلسل | الاسم                | الملاحظات                  |
| ------- | -------------------- | -------------------------- |
| 1       | حامد النقيب          | -                          |
| 2       | عبد الرحمن النعمة    | نائب في الدورتين الماضيتين |
| 3       | روبين سوميخ          | -                          |
| 4       | صالح باش أعيان       | -                          |
| 5       | صالح الحجاج          | -                          |
| 6       | عبد الله محمد الخليل | -                          |
| 7       | يوسف عبد الأحد       | نائب في الدورة الماضية     |
| 8       | محمد سعيد عبد الواحد | نائب في الدورتين الماضيتين |
| 9       | عبود الملاك          | -                          |

## لواء بغداد
| التسلسل | الاسم              | الملاحظات                                                                                                  |
| ------- | ------------------ | --- |
| 1       | إبراهيم حييم       | |
| 2       | جعفر العسكري       | توظف حل محله مزاحم الباجه جي                                                                               |
| 3       | جميل الراوي        | نائب في الدورة الماضية عن لواء الدليم                                                                      |
| 4       | ساسون حسقيل        | نائب في الدورتين الماضيتين                                                                                 |
| 5       | جميل المدفعي       | |
| 6       | عبد الحسين الجلبي  | نائب في الدورتين الماضيتين                                                                                 |
| 7       | رزوق غنام          | - |
| 8       | نوري السعيد        | نائب في الدورة الماضية                                                                                     |
| 9       | رشيد عالي الكيلاني | نائب في الدورتين الماضيتين، مرة عن لواء بغداد والأخرى عن لواء الكوت استقال حل محله عبد العزيز السنوي       |
| 10      | ناجي السويدي       | نائب في الدورتين الماضيتين استقال حل محله عارف حكمت                                                        |
| 11      | علي جودت الأيوبي   | استقال حل محله محيي الدين السهروردي                                                                        |
| 12      | عبد الرزاق منير    | |
| 13      | ياسين الهاشمي      | نائب في الدورتين الماضيتين استقال حل محله عبد الرزاق الأزري الذي كان نائبا عن لواء الحلة في الدورة الماضية |

## لواء الحلة
| التسلسل | الاسم              | الملاحظات                                                                  |
| ------- | ------------------ | -------------------------------------------------------------------------- |
| 1       | رؤوف الجوهر        | نائب في الدورة الماضية                                                     |
| 2       | سلمان البراك       | نائب في الدورتين الماضيتين                                                 |
| 3       | مصطفى إسماعيل عاصم | نائب في الدورة الماضية                                                     |
| 4       | رؤوف الأمين        | توفي حل محله جعفر العسكري الذي كان نائبا عن لواء بغداد في بداية هذه الدورة |
| 5       | إبراهيم الواعظ     | -                                                                          |

## لواء الدليم
| التسلسل | الاسم        | الملاحظات                                                                  |
| ------- | ------------ | -------------------------------------------------------------------------- |
| 1       | فائق شاكر    | توظف محل محله ناجي شوكت الذي كان نائبا عن لواء الديوانية في الدورة الماضية |
| 2       | توفيق برتو   | -                                                                          |
| 3       | علي السليمان | نائب في الدورتين الماضيتين                                                 |
| 4       | مشحن الحردان | نائب في الدورة الماضية                                                     |

## لواء ديالى
| التسلسل | الاسم             | الملاحظات              |
| ------- | ----------------- | ---------------------- |
| 1       | بهاء النقشبندي    | -                      |
| 2       | قاسم الخضيري      | -                      |
| 3       | عز الدين النقيب   | نائب في الدورة الماضية |
| 4       | محيي الدين الخيال | -                      |

## لواء الديوانية
| التسلسل | الاسم             | الملاحظات                                             |
| ------- | ----------------- | ----------------------------------------------------- |
| 1       | سعد صالح جريو     | -                                                     |
| 2       | شعلان الشهد       | -                                                     |
| 3       | مجيد فؤاد         | -                                                     |
| 4       | علوان الياسري     | نائب في الدورتين الماضيتين استقال حل محله نجيب الراوي |
| 5       | عبد الهادي الجلبي | -                                                     |
| 6       | عزارة آل معجون    | -                                                     |
| 7       | شعلان الظاهر      | -                                                     |
| 8       | علي رضا العسكري   | -                                                     |
| 9       | الحاج مخيف المحمد | -                                                     |
| 10      | ناجي الصالح       | -                                                     |

## لواء السليمانية
| التسلسل | الاسم              | الملاحظات                  |
| ------- | ------------------ | -------------------------- |
| 1       | أحمد الصالح        | -                          |
| 2       | أحمد مختار بابان   | -                          |
| 3       | محمد صالح محمد علي | نائب في الدورتين الماضيتين |
| 4       | سيف الله خندان     | نائب في الدورة الماضية     |

## لواء العمارة
| التسلسل | الاسم              | الملاحظات |
| ------- | ------------------ | --------- |
| 1       | عبد الكريم الديوان | -         |
| 2       | فالح الصيهود       | -         |
| 3       | محمد العريبي       | -         |
| 4       | معروف الرصافي      | -         |

## لواء كربلاء
| التسلسل | الاسم             | الملاحظات              |
| ------- | ----------------- | ---------------------- |
| 1       | السيد أحمد الوهاب | نائب في الدورة الماضية |
| 2       | عثمان العلوان     | نائب في الدورة الماضية |

## لواء كركوك
| التسلسل | الاسم                | الملاحظات                  |
| ------- | -------------------- | -------------------------- |
| 1       | سليمان فتاح          | -                          |
| 2       | علي قيردار           | نائب في الدورة الماضية     |
| 3       | مصطفى أفندي اليعقوبي | نائب في الدورة الماضية     |
| 4       | حبيب الطالباني       | كان نائبا في الدورة الأولى |

## لواء الكوت
| التسلسل | الاسم            | الملاحظات                  |
| ------- | ---------------- | -------------------------- |
| 1       | أحمد حالت        | نائب في الدورتين الماضيتين |
| 2       | صادق البصام      | -                          |
| 3       | بهجت زينل        | -                          |
| 4       | عبد الله الياسين | نائب في الدورتين الماضيتين |

## لواء المنتفق
| التسلسل | الاسم              | الملاحظات              |
| ------- | ------------------ | ---------------------- |
| 1       | زامل المناع        | -                      |
| 2       | طالب محمد علي      | نائب في الدورة الماضية |
| 3       | صالح جبر           | -                      |
| 4       | منشد الحبيب        | نائب في الدورة الماضية |
| 5       | صكبان العلي        |                        |
| 6       | عبد الجبار التكرلي | نائب في الدورة الماضية |
| 7       | محمد الهداوي       | -                      |
| 8       | موحان الخير الله   | -                      |

## لواء الموصل
| التسلسل | الاسم                | الملاحظات                                                          |
| ------- | -------------------- | ------------------------------------------------------------------ |
| 1       | إبراهيم عطار باشي    | -                                                                  |
| 2       | أحمد الجليلي         | توظف حل محله الشيخ عبد الله أفندي الذي كان نائبا في الدورة الماضية |
| 3       | إسحاق أفرايم         | كان نائبا في الدورة الأولى                                         |
| 4       | ثابت عبد النور       | توظف حل محله عبد الله آل سليمان                                    |
| 5       | رؤوف اللوس           | نائب في الدورتين الماضيتين                                         |
| 6       | جمال رشيد بابان      | -                                                                  |
| 7       | علي خيري الإمام      | -                                                                  |
| 8       | غياث الدين النقشبندي | -                                                                  |
| 9       | محمد صدقي            | -                                                                  |
| 10      | عبد الله الدملوجي    | -                                                                  |
| 11      | الخوري يوسف خياط     | نائب في الدورتين الماضيتين                                         |
| 12      | عبد الغني النقيب     | -                                                                  |